# Chambles
Chambles est une commune française située dans le département de la Loire en région Auvergne-Rhône-Alpes, et faisant partie de Loire Forez Agglomération.

## Géographie

### Situation

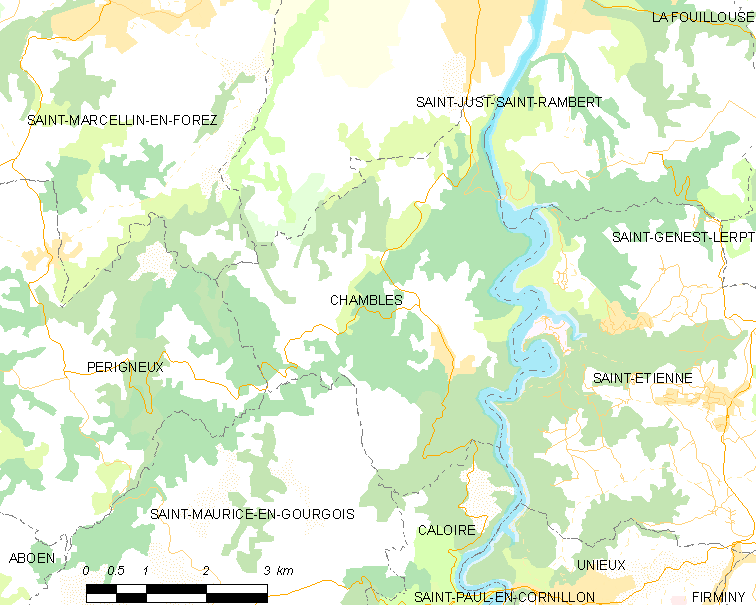
Localisation du village et des communes aux alentours

La commune de Chambles se trouve au milieu des gorges de la Loire, qu'elle surplombe, sur la rive gauche du fleuve.
Elle est située 28 km au sud-est de Montbrison et à 25 km à l'ouest de Saint-Étienne.
Chambles est constituée de nombreux hameaux où se côtoient les exploitations agricoles et les résidences principales de citadins.
| Saint-Marcellin-en-Forez  | Saint-Just-Saint-Rambert |               |
| Périgneux                 | Chambles                 | Saint-Étienne |
| Saint-Maurice-en-Gourgois | Caloire                  |               |

### Climat
Pour des articles plus généraux, voir Climat d'Auvergne-Rhône-Alpes et Climat de la Loire.
En 2010, le climat de la commune est de type climat des marges montargnardes, selon une étude du Centre national de la recherche scientifique s'appuyant sur une série de données couvrant la période 1971-2000. En 2020, Météo-France publie une typologie des climats de la France métropolitaine dans laquelle la commune est exposée à un climat de montagne ou de marges de montagne et est dans la région climatique Nord-est du Massif Central, caractérisée par une pluviométrie annuelle de 800 à 1 200 mm, bien répartie dans l’année.
Pour la période 1971-2000, la température annuelle moyenne est de 10 °C, avec une amplitude thermique annuelle de 16,6 °C. Le cumul annuel moyen de précipitations est de 793 mm, avec 9 jours de précipitations en janvier et 6,7 jours en juillet. Pour la période 1991-2020, la température moyenne annuelle observée sur la station météorologique de Météo-France la plus proche, « Saint-Étienne-Bouthéon », sur la commune d'Andrézieux-Bouthéon à 10 km à vol d'oiseau, est de 11,9 °C et le cumul annuel moyen de précipitations est de 728,3 mm,. Pour l'avenir, les paramètres climatiques de la commune estimés pour 2050 selon différents scénarios d'émission de gaz à effet de serre sont consultables sur un site dédié publié par Météo-France en novembre 2022.

## Urbanisme

### Typologie
Au 1er janvier 2024, Chambles est catégorisée commune rurale à habitat dispersé, selon la nouvelle grille communale de densité à sept niveaux définie par l'Insee en 2022.
Elle est située hors unité urbaine. Par ailleurs la commune fait partie de l'aire d'attraction de Saint-Étienne, dont elle est une commune de la couronne,. Cette aire, qui regroupe 105 communes, est catégorisée dans les aires de 200 000 à moins de 700 000 habitants,.

### Occupation des sols
L'occupation des sols de la commune, telle qu'elle ressort de la base de données européenne d’occupation biophysique des sols Corine Land Cover (CLC), est marquée par l'importance des forêts et milieux semi-naturels (58,6 % en 2018), une proportion sensiblement équivalente à celle de 1990 (59,3 %). La répartition détaillée en 2018 est la suivante : 
forêts (55,8 %), zones agricoles hétérogènes (17,5 %), prairies (17,1 %), eaux continentales (5,4 %), milieux à végétation arbustive et/ou herbacée (2,8 %), zones urbanisées (1,4 %). L'évolution de l’occupation des sols de la commune et de ses infrastructures peut être observée sur les différentes représentations cartographiques du territoire : la carte de Cassini (XVIIIe siècle), la carte d'état-major (1820-1866) et les cartes ou photos aériennes de l'IGN pour la période actuelle (1950 à aujourd'hui).

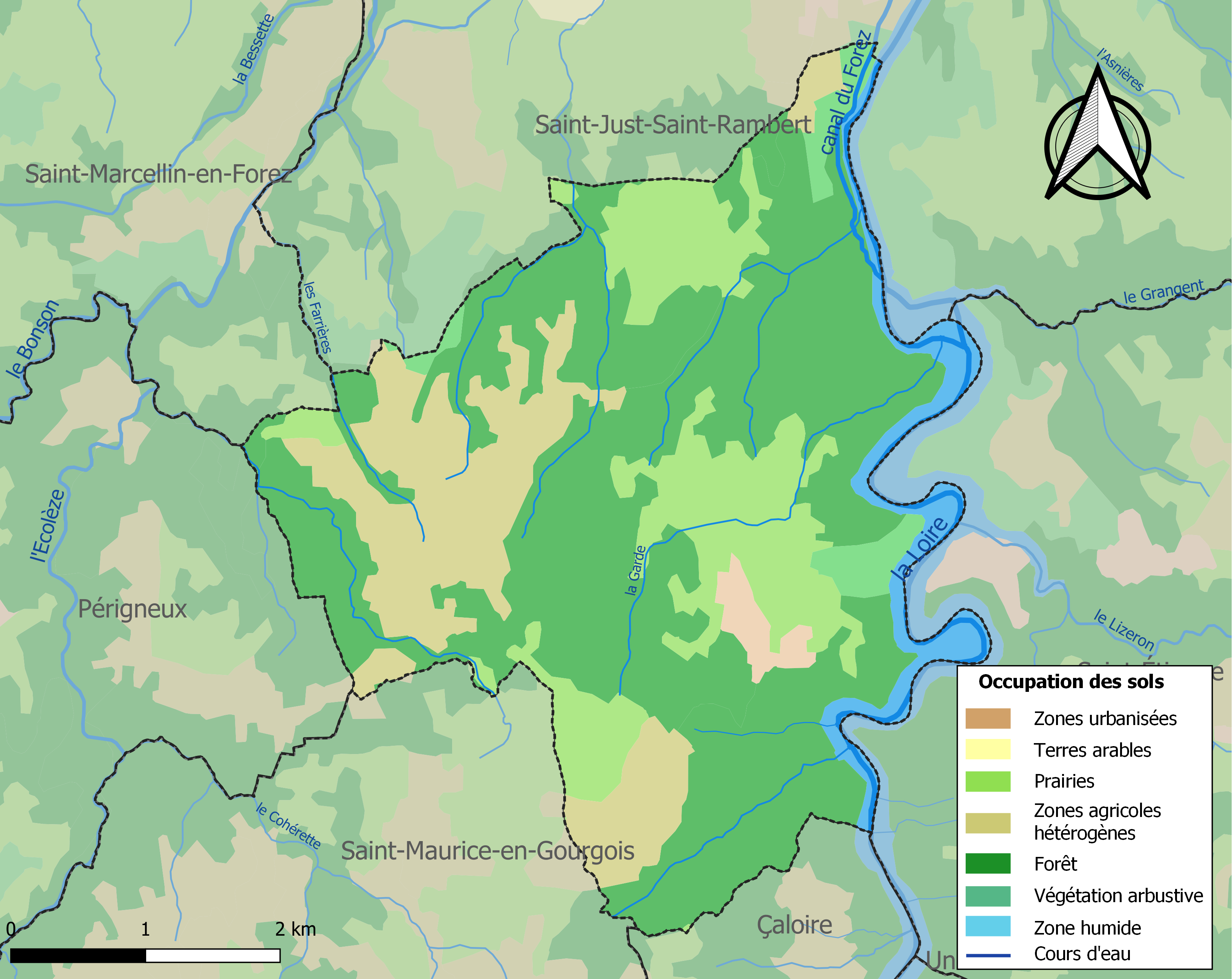
Carte des infrastructures et de l'occupation des sols de la commune en 2018 (CLC).

## Histoire
Pour certains étymologistes le nom de Chambles viendrait du latin « Calma ».
Pour d'autres, il viendrait de « Campus Belli » qui signifie champs de guerre.
Après la déroute nazie de 1944, un maquis blanc aurait fonctionné et causé des incidents jusqu’en 1947.

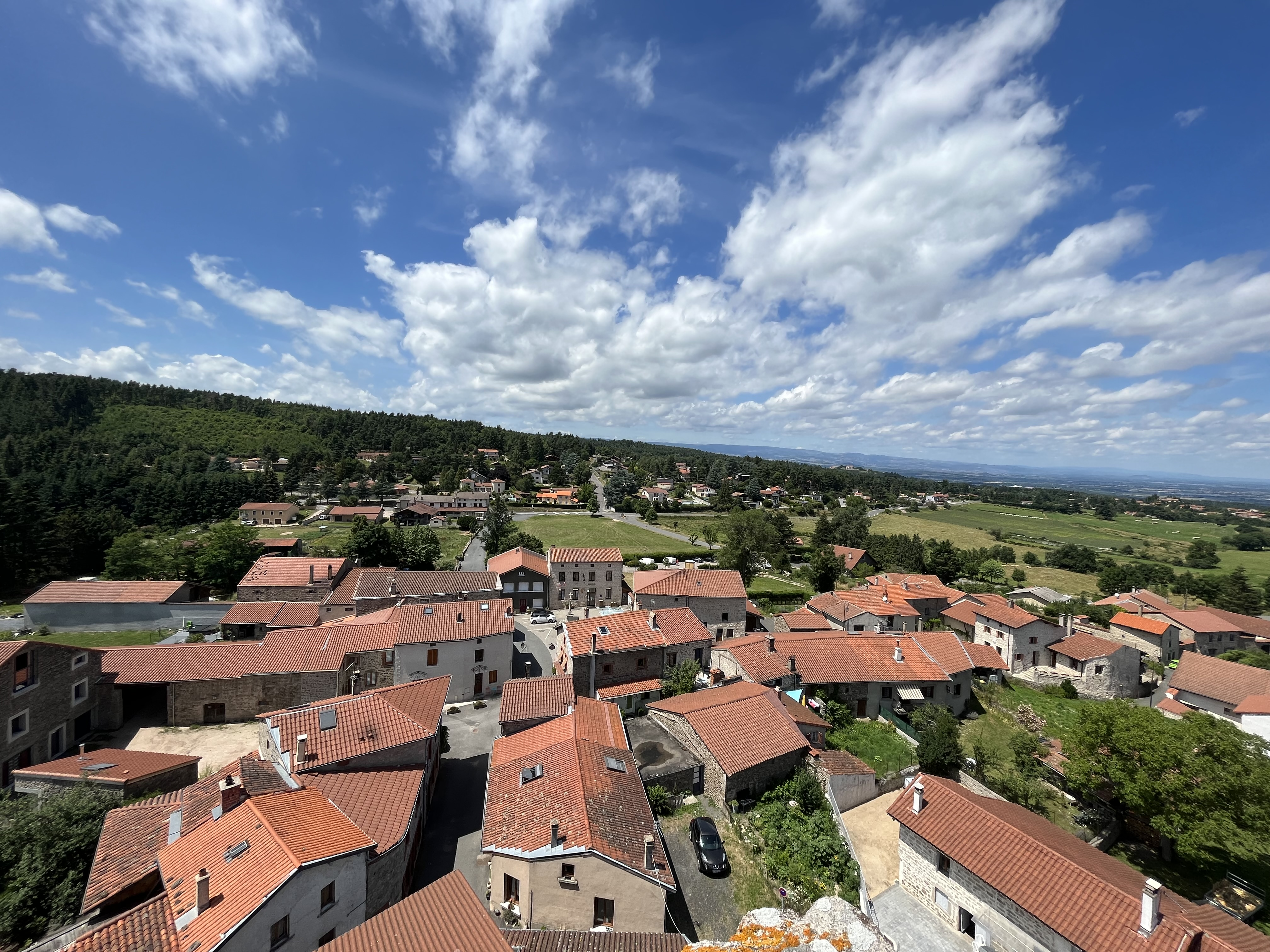
Vue sur le centre du village depuis le sommet de la Tour
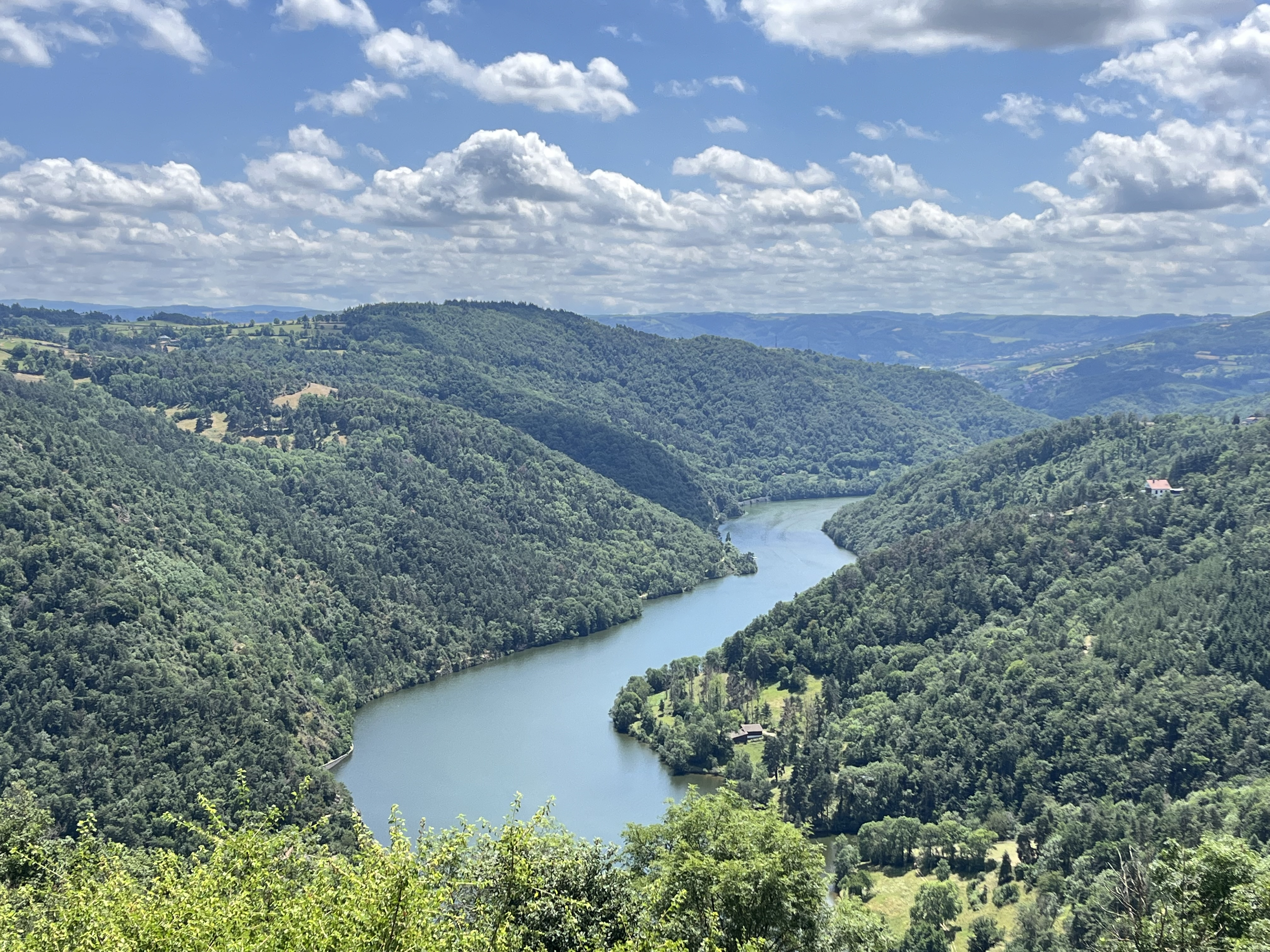
Vue sur les gorges de la Loire depuis le sommet de la Tour

## Politique et administration
| Période                                  | Période                   | Identité                                      | Étiquette | Qualité |
| ---------------------------------------- | ------------------------- | --------------------------------------------- | --------- | ------- |
| Les données manquantes sont à compléter. |                           |                                               |           |         |
| mars 2001                                | En cours (au 26 mai 2020) | Pierre Giraud, Réélu pour le mandat 2020-2026 |           |         |

Chambles faisait partie de la communauté de communes Forez Sud en 1996, puis de la communauté d'agglomération de Loire Forez de 2003 à 2016 et a ensuite intégré Loire Forez Agglomération.

## Démographie
L'évolution du nombre d'habitants est connue à travers les recensements de la population effectués dans la commune depuis 1793. Pour les communes de moins de 10 000 habitants, une enquête de recensement portant sur toute la population est réalisée tous les cinq ans, les populations de référence des années intermédiaires étant quant à elles estimées par interpolation ou extrapolation. Pour la commune, le premier recensement exhaustif entrant dans le cadre du nouveau dispositif a été réalisé en 2005.

En 2022, la commune comptait 1 071 habitants, en évolution de +8,51 % par rapport à 2016 (Loire : +1,32 %, France hors Mayotte : +2,11 %).
| 1793 | 1800 | 1806 | 1821 | 1831 | 1836 | 1841 | 1846 | 1851 |
| ---- | ---- | ---- | ---- | ---- | ---- | ---- | ---- | ---- |
| 700  | 700  | 698  | 715  | 702  | 782  | 791  | 897  | 975  |

| 1856  | 1861 | 1866 | 1872 | 1876 | 1881 | 1886 | 1891 | 1896 |
| ----- | ---- | ---- | ---- | ---- | ---- | ---- | ---- | ---- |
| 1 020 | 803  | 912  | 685  | 696  | 724  | 707  | 655  | 647  |

| 1901 | 1906 | 1911 | 1921 | 1926 | 1931 | 1936 | 1946 | 1954 |
| ---- | ---- | ---- | ---- | ---- | ---- | ---- | ---- | ---- |
| 580  | 550  | 516  | 467  | 465  | 424  | 380  | 290  | 279  |

| 1962 | 1968 | 1975 | 1982 | 1990 | 1999 | 2005 | 2006 | 2010 |
| ---- | ---- | ---- | ---- | ---- | ---- | ---- | ---- | ---- |
| 288  | 295  | 356  | 545  | 624  | 762  | 870  | 877  | 969  |

| 2015 | 2020  | 2022  | - | - | - | - | - | - |
| ---- | ----- | ----- | - | - | - | - | - | - |
| 981  | 1 054 | 1 071 | - | - | - | - | - | - |

## Culture locale et patrimoine

### Lieux et monuments

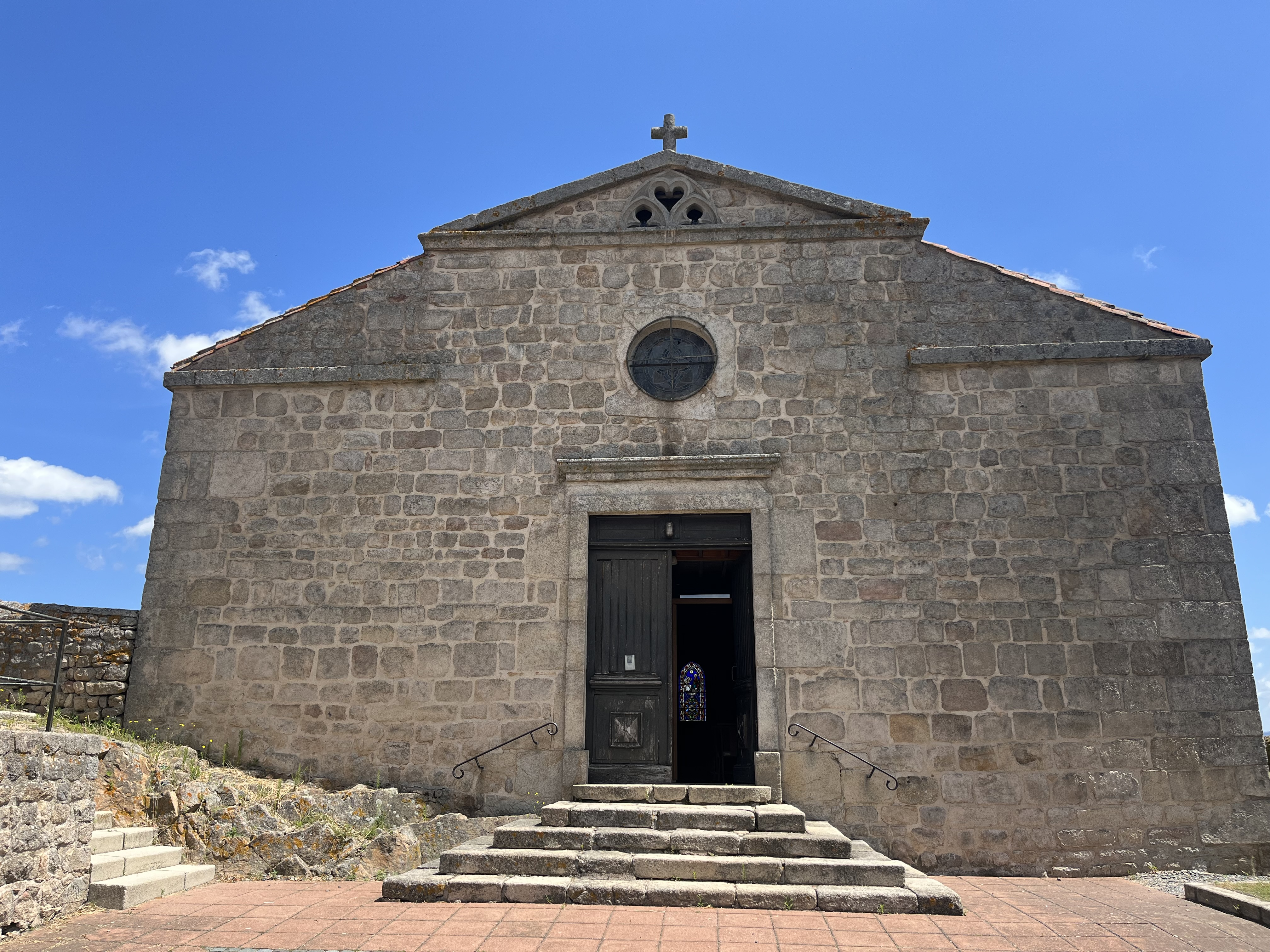
L'église Saint-Pierre de Chambles.

- Prieuré du Châtelet. La chapelle a été inscrite au titre des monuments historiques en 1945[20].
- Église de l'ermitage du Val-Jésus des Camaldules.
- Église Notre-Dame-de-Grâce de Chambles.
- Église Saint-Pierre de Chambles.

Il existe 2 châteaux et une tour à Chambles à découvrir :

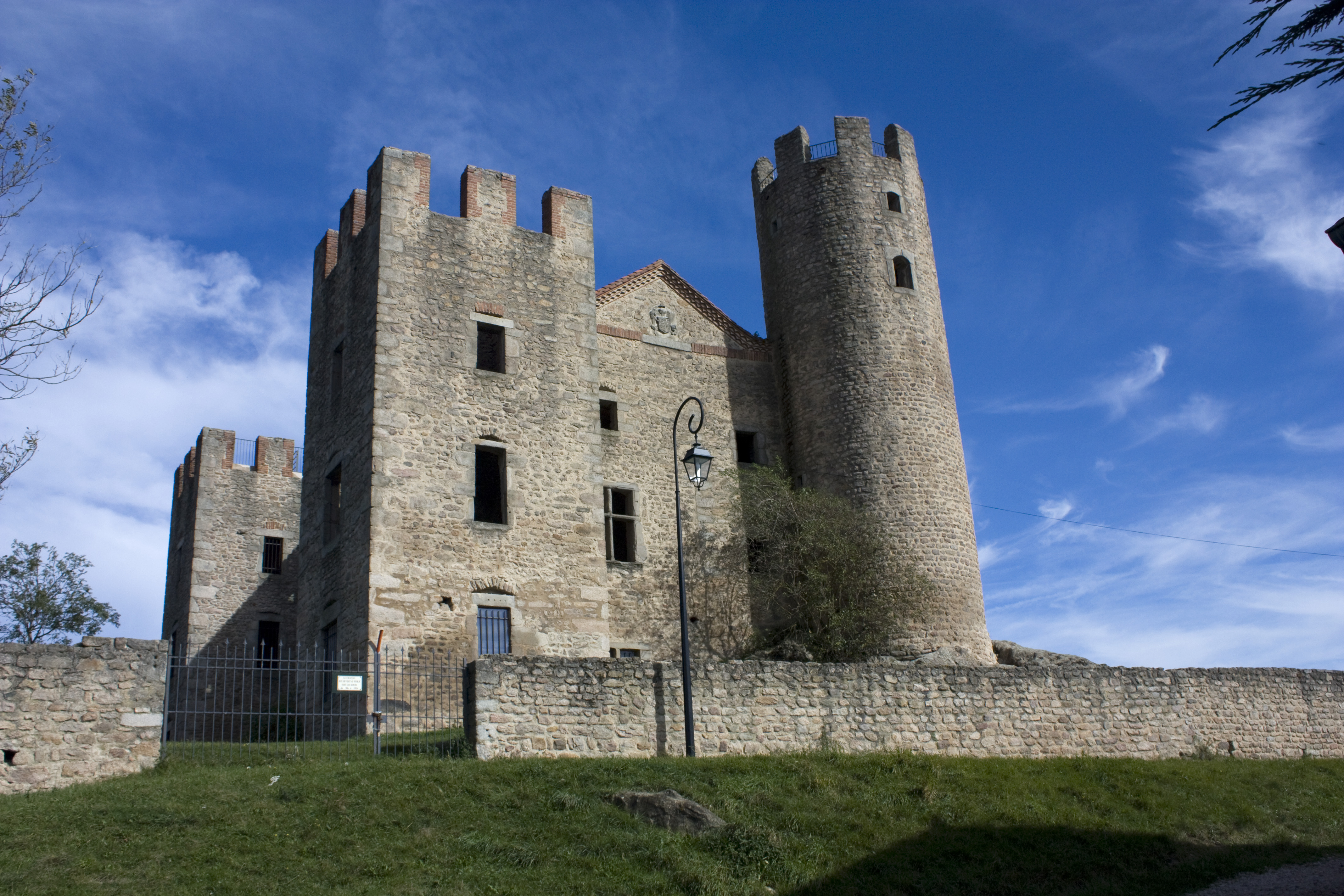
Château d'Essalois : façade ouest portant les armoiries des Vassalieu.

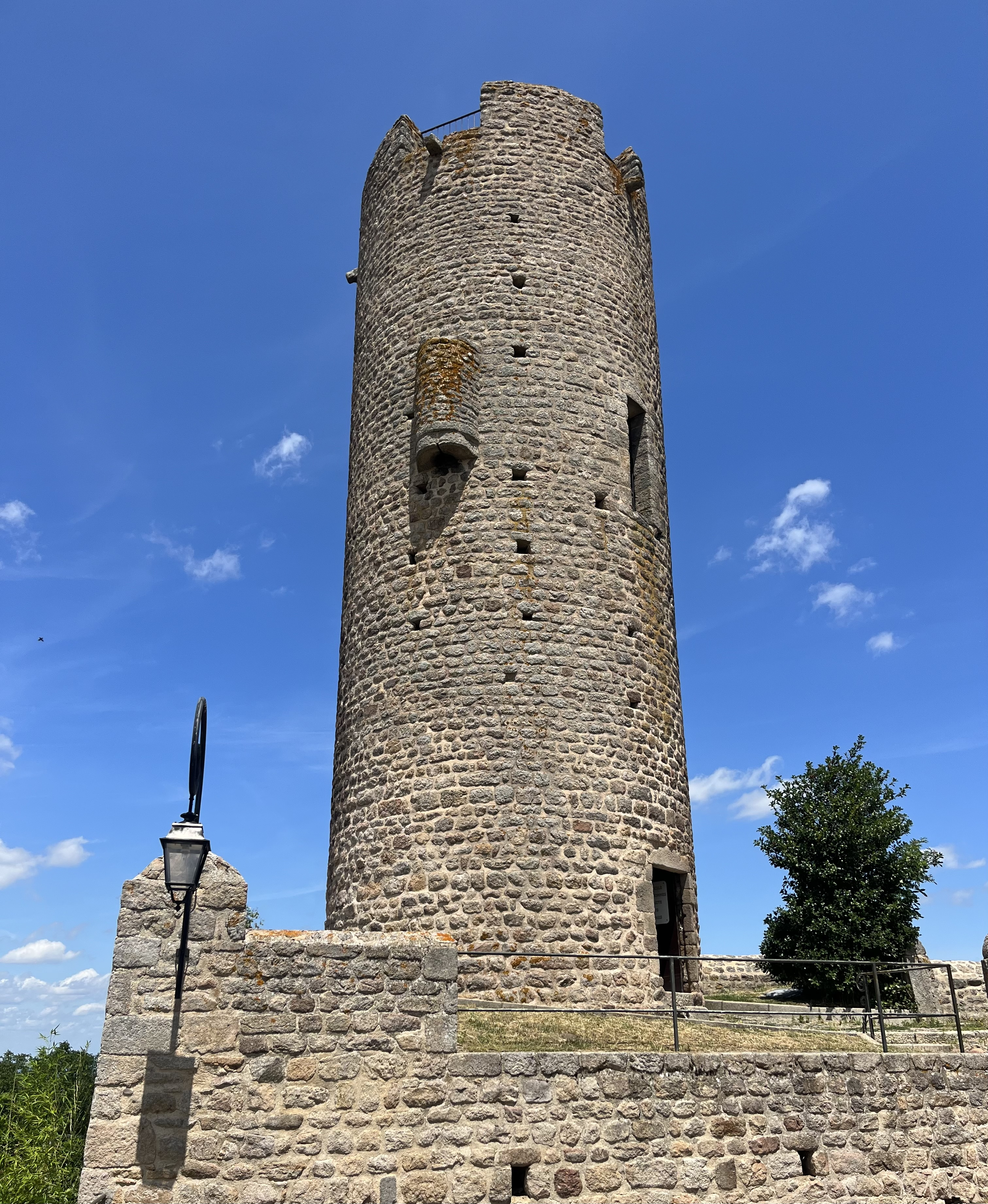
La tour de Chambles.

- Le château d'Essalois, château datant de 1580, et restauré au XIXe siècle.
- Le château de Vassalieux - reconstruit au XVe siècle - (privé)
- La tour de Chambles.

### Emblème
La commune n'a pas de blason connu, et utilise un logo basé sur sa tour, parfois accompagné d'un cerf bondissant.

## Personnalités liées à la commune
- François Koënigstein, dit Ravachol, qui le 18 juin 1891 y assassina l'ermite Jacques Brunet pour le dévaliser.